# Apricena
Apricena är en ort och kommun i provinsen Foggia i regionen Apulien i Italien. Kommunen hade 13 174 invånare (2017).